# Miramichi River
Der Miramichi River (französisch Rivière Miramichi) ist ein Fluss im Ost-Zentral-Teil der kanadischen Provinz New Brunswick.
Der Fluss hat eine Länge von 25 km (einschließlich Quellflüssen: 217 km) und ein Einzugsgebiet von 13.465 km².
Der Fluss mündet in die Miramichi Inner Bay des Sankt-Lorenz-Golfs.
Der Name stammt von den Innu-Worten "Maissimeu Assi" (mit der Bedeutung „Mi'kmaq-Land“).

## Geographie
Der Miramichi River entwässert etwa 23 Prozent des Gebiets der Provinz New Brunswick mit 12.390 km² (13.465 km² bzgl. Miramichi Inner Bay). 300 km² umfasst das Ästuar und der innere Teil der Miramichi Bay.
Das Einzugsgebiet entspricht ungefähr dem Northumberland County sowie Teilen von Victoria County, Carleton County und  York County und kleineren Teilen von Gloucester County und Sunbury County.
Der Miramichi River misst einschließlich Quellflüssen 217 km. Er entsteht am Zusammenfluss seiner beiden Quellflüsse Southwest und Northwest Miramichi River. Die Gezeiten sind über den gesamten Flussabschnitt sowie im unteren Bereich der Quellflüsse spürbar.

## Zuflüsse
Nennenswerte Flüsse im Flusssystem des Miramichi River sind:
- Northwest Miramichi River
  - Sevogle River
  - Little Southwest Miramichi River
  - Tomogonops River
  - Portage River
- Southwest Miramichi River
  - Barnaby River
  - Renous River
    - Dungarvon River

  - Cains River
  - Bartholomew River
  - Taxis River

Bartibog River, Napan River und Bay du Vin River münden direkt in die Miramichi Inner Bay.

## Fauna
Im Flusssystem des Miramichi River kommt der Atlantische Lachs (Salmo salar) vor, der beim Fliegenfischen gefangen werden kann. Des Weiteren bildet das Flusssystem das einzige bekannte Laichgebiet einer isolierten Population im Sankt-Lorenz-Golf von Morone saxatilis.
Weitere bedrohte Tierarten, die den Fluss als Lebensraum nutzen, sind der Gelbfuß-Regenpfeifer (Charadrius melodus), die Süßwassermuschel-Art Alasmidonta varicosa und die Waldbachschildkröte (Glyptemys insculpta).